# Відносини Бразилія — Європейський Союз
Бразилія та Європейський Союз встановили дипломатичні відносини в 1960 році. Європейський Союз і Бразилія мають тісні історичні, культурні, економічні та політичні зв’язки. На 1-му саміті ЄС-Бразилія в 2007 році Бразилія вступила у стратегічне партнерство з Європейським Союзом, зміцнюючи їхні зв'язки. Ці нові відносини ставлять Бразилію на перше місце на політичній карті ЄС.

## Порівняння
|                   | Європейський Союз | Бразилія |
| ----------------- | --- | --- |
| Населення         | 447,206,135 | 210,620,000 |
| Площа             | 4,324,782 км2 (1,669,808 sq mi) | 8,516,000 км2 (3,288,000 sq mi) |
| Густота населення | 115/км2 (300 /sq mi) | 24.66/км2 (63.1/sq mi) |
| Столиця           | Брюссель (де-факто) | Бразиліа |
| Глобальні міста   | Париж, Рим, Берлін, Відень, Мадрид, Амстердам, Атени, Дублін, Гельсінкі, Варшава, Лісабон, Стокгольм, Копенгаген, Прага, Бухарест, Нікосія, Будапешт, Загреб, Софія | Сан-Паулу, Ріо-де-Жанейро, Бразиліа, Порту-Алегрі, Сан-Луїс, Форталеза, Куритиба, Сан-Луїс, Белу-Оризонті, Віторія, Жуан-Пессоа, Порту-Велью. |
| Уряд              | Наднаціональна парламентська демократія на основі європейських договорів                                                                                            | Федеральна президентська конституційна республіка                                                                                             |
| Перший лідер      | Президент вищої влади Жан Моне | Імператор Педру I |
| Поточний керівник | Голова ради Шарль Мішель Голова комісії Урсула фон дер Ляєн | Президент Жаїр Болсонару |
| Офіційні мови     | 24 офіційні мови, з яких 3 вважаються "процедурними" (англійська , французька та німецька)                                                                          | Португальська |
| ВВП (номінальний) | 16,477 трлн. дол. США, 31 801 дол. на душу населення | 1,88 трлн. дол. США (8 516,62 дол. на душу населення)                                                                                         |

## Угоди
Нинішні відносини регулюються Рамковою угодою про співробітництво ЄС-Бразилія (1992 р.), Рамковою угодою про співробітництво ЄС-Меркосул (1995 р.) та Угодою про науково-технічне співробітництво (2004 р.). Зараз ЄС прагне укласти угоду про вільну торгівлю з МЕРКОСУР, регіональним торговим блоком, частиною якого є Бразилія.

## Торгівля
ЄС є провідним торговельним партнером Бразилії і на нього припадало 18,3% загальної торгівлі Бразилії в 2017 році. У 2007 році ЄС імпортував бразильських товарів на 32,3 млрд євро та експортував до Бразилії товарів на 21,2 млрд євро. Експорт Бразилії до ЄС в основному є первинною продукцією (переважно сільськогосподарською), однак третину становить промислова продукція. Експорт ЄС до Бразилії – це в основному промислові машини, транспортне обладнання та хімікати. Що стосується товарів, Бразилія має профіцит торгівлі з ЄС; однак, включаючи послуги, він має дефіцит. ЄС також є великим інвестором у Бразилії з інвестиційним капіталом у розмірі 88 мільярдів євро у 2006 році, що робить його найбільшим приватним інвестором в країні.
| Торгівля ЄС – Бразилія в 2007 році | Торгівля ЄС – Бразилія в 2007 році | Торгівля ЄС – Бразилія в 2007 році | Торгівля ЄС – Бразилія в 2007 році | Торгівля ЄС – Бразилія в 2007 році |
| Напрямок торгівлі                  | Товари                             | Послуги                            | Інвестиційний потік                | Інвестиційні акції                 |
| ---------------------------------- | ---------------------------------- | ---------------------------------- | ---------------------------------- | ---------------------------------- |
| ЄС до Бразилії                     | 21,2 мільярда євро                 | 5,1 мільярда євро                  | 5,1 мільярда євро                  | 88 мільярдів євро                  |
| Бразилія до ЄС                     | 32,3 млрд євро                     | 4,6 млрд євро                      | 1,1 мільярда євро                  | 10,5 млрд євро                     |

## Транскордонне співробітництво

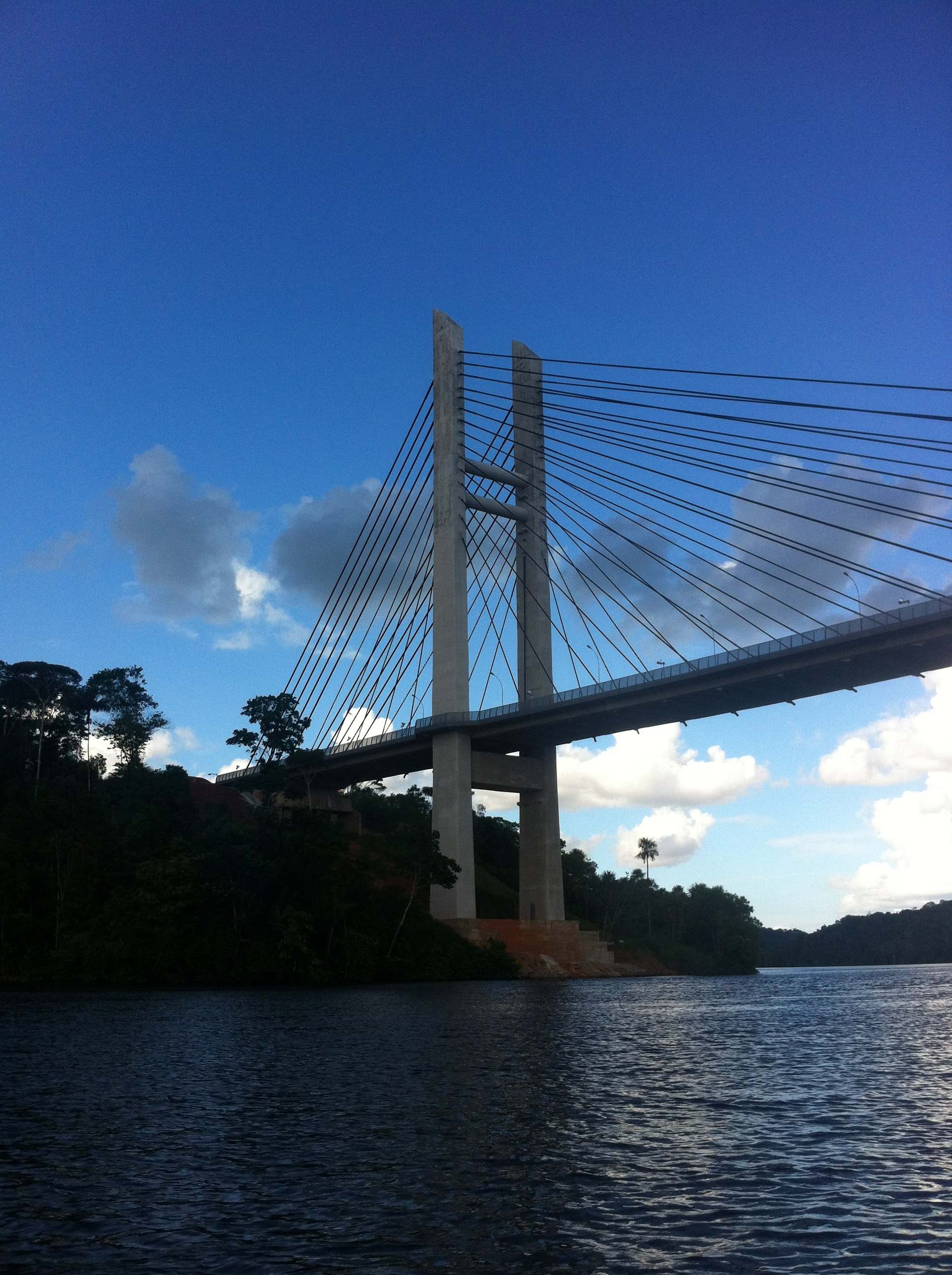
Міст через річку Ояпок

Бразилія та ЄС поділяють 673 км кордон між штатом Амапа та французьким заморським департаментом Французької Гвіани. Прикордонне співробітництво між двома країнами набуває все більшої життєздатності. Ця співпраця дає змогу краще інтегрувати Французьку Гвіану в її географічне середовище, реагувати на занепокоєння обох сторін щодо різних транскордонних ризиків, заохочувати людський обмін і торгівлю та розвивати економіку регіону Амазонки, поважаючи місцеві населення та надзвичайне середовище. Надання Франції з ініціативи Бразилії статусу спостерігача в рамках Організації договору про співпрацю в Амазонії посилить цю співпрацю. Будівництво мосту через річку Ояпок через річку Ояпок, ухвалене під час візиту президента Лули до Франції, зробить можливим автомобільне сполучення Каєнн-Макапа. Міст був відкритий у 2017 році.

## Історія

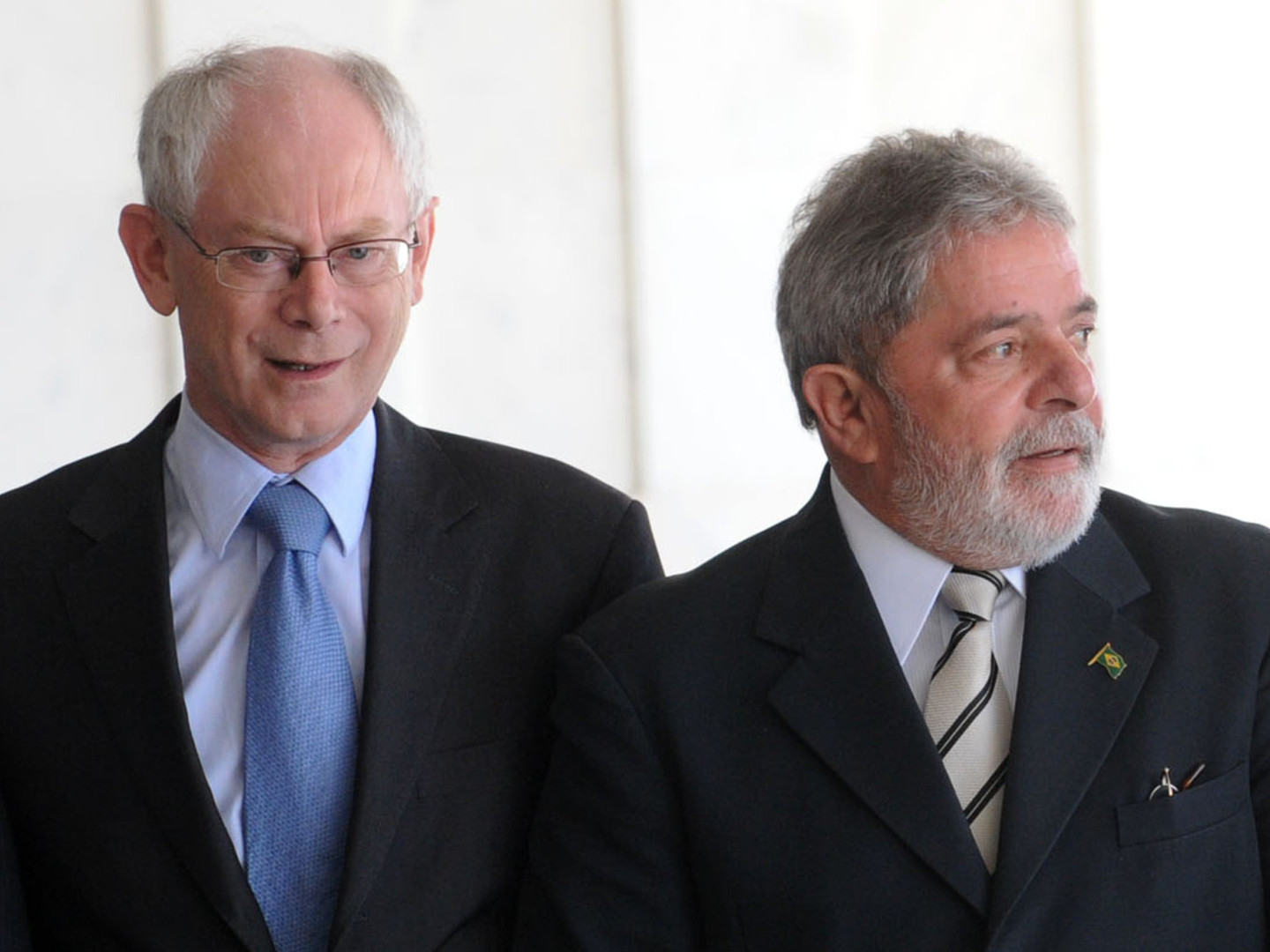
Президент Європейської Ради Герман ван Ромпей (ліворуч) з президентом Бразилії Луїсом Інасіу Лула да Сілва (праворуч)

Після закінчення колоніального періоду Бразилія до сьогодні зберегла спадщину добрих відносин з усіма європейськими країнами. Таким чином, єдиним новим елементом ідеї структурування відносин ЄС-Бразилія є сам ЄС, який уособлює, цінує та бажає подальшого розвитку систематичної та постійної організації багаторічної співпраці між двома сферами. Кілька ініціатив намагалися формалізувати ці тісні зв’язки на всіх рівнях, починаючи з Рамкової угоди про співробітництво між Європейським економічним співтовариством та Бразилією в 1992 році.
4 липня 2007 року Європейський Союз під головуванням Португалії та Бразилія провели 1-й саміт ЄС-Бразилія. ЄС та Бразилія обмінялися думками щодо низки двосторонніх, регіональних та глобальних питань. Вони домовилися зміцнити свої давні двосторонні відносини і, зокрема, посилити політичний діалог на найвищому політичному рівні. На саміті ЄС і Бразилія встановили всеосяжне стратегічне партнерство на основі своїх тісних історичних, культурних та економічних зв’язків.
У 2007 році Бразилія та ЄС заснували енергетичне партнерство. Угода спрямована на розвиток двостороннього співробітництва у сферах спільного інтересу, зокрема в біопаливі та інших відновлюваних джерелах енергії, низьковуглецевих енергетичних технологіях, а також у підвищенні енергоефективності. Це також допоможе обом сторонам працювати над розширенням спільних міжнародних дій у сфері енергетики.
22 грудня 2008 року в Ріо-де-Жанейро відбувся 2-й саміт Бразилія-Європейський Союз під головуванням президента Бразилії Луїса Інасіу Лула да Сілви та президента Ради Європейського Союзу Ніколя Саркозі, президента Європейська комісія Жозе Мануель Дуран Баррозу та Хав'єр Солана, Високий представник із спільної зовнішньої політики та політики безпеки. Лідери обговорили глобальні проблеми, регіональні ситуації та зміцнення відносин ЄС-Бразилія.
30 червня 2009 року Європейський економічний і соціальний комітет та Рада з економічного та соціального розвитку Бразилії провели 1-й круглий стіл громадянського суспільства ЄС-Бразилія. На саміті обговорювалися соціальні наслідки фінансової кризи, а також енергетичні ресурси та зміна клімату.

## Подальше читання
- Рекомендація Європейського парламенту Раді від 12 березня 2009 року щодо стратегічного партнерства Європейського Союзу та Бразилії Європейський парламент
- Партнерство для ефективної багатосторонності: відносини ЄС з Бразилією, Китаєм, Індією та Росією , Папір Шайо № 109, червень 2008 р., Інститут досліджень безпеки Європейського Союзу